# ناحیه گلندورادو، شهرستان بنتون، مینه سوتا
ناحیه گلندورادو (به انگلیسی: Glendorado Township) یک منطقهٔ مسکونی در ایالات متحده آمریکا است که در شهرستان بنتون، مینه‌سوتا واقع شده‌است.
 ناحیه گلندورادو ۹۴٫۶ کیلومتر مربع مساحت و ۷۶۲ نفر جمعیت دارد و ۳۲۴ متر بالاتر از سطح دریا واقع شده‌است.